# Palaió Tsiflíki
Palaió Tsiflíki (Palaio Tsifliki) är en ort i Grekland.   Den ligger i prefekturen Nomós Kaválas och regionen Östra Makedonien och Thrakien, i den nordöstra delen av landet, 300 km norr om huvudstaden Aten. Palaió Tsiflíki ligger 16 meter över havet och antalet invånare är 2 195.
Terrängen runt Palaió Tsiflíki är kuperad åt nordväst, men åt sydost är den platt. Havet är nära Palaió Tsiflíki åt sydost.  Närmaste större samhälle är Kavála, 6,1 km nordost om Palaió Tsiflíki. 